# 997년

## 연호
- 북송(北宋) 지도(至道) 3년
- 요(遼) 통화(統和) 15년
- 일본(日本) 조토쿠(長徳) 3년
- 전 레 왕조(前黎朝) 응티엔(應天) 4년

## 기년
- 북송(北宋) 태종(太宗) 22년
- 요(遼) 성종(聖宗) 16년
- 고려(高麗) 성종(成宗) 16년
- 전 레 왕조(前黎朝) 대행제(大行帝) 18년

## 사건
- 나라를 안정 시킨 성종이 38세의 나이로 세상을 떠남.
- 경종의 차남 송이 18세의 나이로 왕위에 오름. 고려 7대 국왕 목종. 경종의 왕비 천추태후 섭정.

## 사망
- 고려(高麗)의 6대 국왕(國王) 성종(成宗) 11월 29일 음력 10월 27일